# سن-بنووا-لابر، کبک
سن-بنووا-لابر (به فرانسوی: Saint-Benoît-Labre) شهری در منطقه شهری بوس-سارتیگان ناحیه شودییر-آپالاش در استان کبک کانادا است. در سرشماری سال ۲۰۱۱ این شهر ۱٬۶۱۷ نفر جمعیت داشته‌است و مساحت آن ۸۳٫۹۲ کیلومتر مربع است.